# Óblast de Iaroslavl
L'óblast de Iaroslavl (en rus Яросла́вская о́бласть, transliterat Iaroslàvskaia óblast) és un subjecte federal de Rússia.